# جوني ريد (مغني)
جوني ريد هو مغني كندي، ولد في 21 أغسطس 1974 في لانارك ‏ في المملكة المتحدة.

## وصلات خارجية
- جوني ريد على موقع IMDb (الإنجليزية)
- جوني ريد على موقع ميوزك برينز (الإنجليزية)
- جوني ريد على موقع أول ميوزيك (الإنجليزية)
- جوني ريد على موقع ديسكوغز (الإنجليزية)